# Toba (kejsare)
Toba, född 1103, död 1156, var regerande kejsare av Japan mellan 1107 och 1123.